# Wereldkampioenschappen synchroonzwemmen 2019 – Vrije combinatie
De vrije combinatie voor teams tijdens de wereldkampioenschappen synchroonzwemmen 2019 vond plaats op 18 en 20 juli 2019 in het Yeomju Gymnasium in Gwangju.

## Uitslag
Finalisten zijn de eerste 12 genoemde deelnemers, aangegeven met groen.
| Rang   | Land        | Voorronde | Voorronde | Finale        | Finale        |
| Rang   | Land        | Punten    | Rang      | Punten        | Rang          |
| ------ | ----------- | --------- | --------- | ------------- | ------------- |
| Goud   | Rusland     | 96.5667   | 1         | 98.0000       | 1             |
| Zilver | China       | 96.0000   | 2         | 96.5667       | 2             |
| Brons  | Oekraïne    | 94.3333   | 3         | 94.5333       | 3             |
| 4      | Italië      | 93.0000   | 4         | 93.2333       | 4             |
| 5      | Italië      | 90.9000   | 5         | 91.4667       | 5             |
| 6      | Griekenland | 88.1333   | 6         | 87.6000       | 6             |
| 7      | Israël      | 83.6333   | 7         | 83.7667       | 7             |
| 8      | Brazilië    | 81.6667   | 9         | 83.6333       | 8             |
| 9      | Wit-Rusland | 82.8333   | 8         | 82.9667       | 9             |
| 10     | Kazachstan  | 81.6667   | 9         | 82.0000       | 10            |
| 11     | Zuid-Korea  | 77.7000   | 11        | 78.8000       | 11            |
| 12     | Hongarije   | 77.4000   | 12        | 77.9333       | 12            |
| 13     | Slowakije   | 76.7000   | 13        | Uitgeschakeld | Uitgeschakeld |
| 14     | Zuid-Afrika | 66.7000   | 14        | Uitgeschakeld | Uitgeschakeld |
| 15     | Thailand    | 66.1333   | 15        | Uitgeschakeld | Uitgeschakeld |